# Bethlen-kastély (Bún)
Bún erdélyi falu Románia Maros megyéjében. Mai elnevezése Kisbún és Nagybún egyesítése után keletkezett. Segesvártól 8 km-re északkeletre, a Nagy-Küküllő folyó partján fekszik. Egykor a települések a Bethlen, majd a Haller család birtokaihoz tartoztak, akárcsak a mára már Segesvárral egybeolvadt Fehéregyháza. Az itt található, ma már kastély helyett inkább romos udvarházhoz hasonlító épület a kisbúni Bethlen kastély. A négyszög alaprajzú épület sarkain sokszögű tornyokkal megerősített késő reneszánsz stílusú kastélyt Bethlen Farkas (1639–1679) építette a 17. század első felében. Később 1640-ben Haller Gábor tanácsára és tervei alapján kőfallal vették körül. Ennek sarkain korszerű, úgynevezett olaszbástyákat építettek. Bethlen János (1612–1678) kancellár 1669-ben tovább alakította, majd végső formáját a 19. század első harmadában nyerte el, amikor megépült a bethlenszentmiklósi kastélyra emlékeztető árkádos főhomlokzata. Az épület jó állapotban vészelte át a 20. század történelmi viharait.
A második világháború után a fehéregyházi állami gazdaság irodáinak adott otthont, egészen a Nagy-Küküllő 1970-es kiöntéséig. A történtek után határozták el, hogy gátat emelnek a kastély szomszédságában, ám mire az elkészült az állami gazdaság kiköltözött az épületből. A gazdátlanná vált kastély azonban még az 1980-as években is épen állt. Pusztulása a 90-es években kezdődött. Gerendáit, nyílászáróit elvitték, bástyáit megbontották. Az egykori festői kastély helyén ma már csak egy használhatatlan rom maradt. A romániai műemlékek jegyzékében az MS-II-m-A-15610 sorszámon szerepel.